# Getulândia
Getulândia ist einer von fünf Distrikten der brasilianischen Gemeinde Rio Claro im Bundesstaat Rio de Janeiro. In dem Ort leben 1255 Einwohner (Schätzung 2000).
Der Ort hieß ursprünglich Capelinha, 1938 wurde er zu Ehren des brasilianischen Präsidenten Getúlio Vargas umbenannt.
Der Ort liegt im nördlichen Gemeindegebiet an der Straße RJ-139. Sie lag mit einer Bahnstation an der alten Linha Tronco, die Goiás mit der Hafenstadt Angra dos Reis verband.